# David Foster Wallace
David Foster Wallace (ur. 21 lutego 1962 w Ithace, zm. 12 września 2008 w Claremont) – amerykański pisarz, autor trzech znanych powieści: The Broom of the System (1987), Infinite Jest (1996) i The Pale King (2012). Po polsku ukazały się dotychczas zbiory opowiadań Krótkie wywiady z paskudnymi ludźmi (tytuł oryginalny Brief Interviews with Hideous Men), Niepamięć. Opowiadania (Oblivion. Stories), zbiór esejów Rzekomo fajna rzecz, której nigdy więcej nie zrobię. Eseje i rozważania (A Supposedly Fun Thing I'll Never Do Again), oraz jego opus magnum, Niewyczerpany Żart (Infinite Jest); wszystkie w tłumaczeniu Jolanty Kozak, a także w 2019 Blady Król, który przetłumaczył Mikołaj Denderski.
Wallace wywodził się ze środowiska akademickiego, oboje rodzice byli wykładowcami, on sam także uczył studentów.
Pisał w stylu postmodernistów typu Pynchona i używał mało znanych, „słownikowych” wyrazów. Postaci są często ekscentryczne jak u Johna Irvinga. The Broom of the System to powieść o codziennych potyczkach z życiem 24-letniej pracownicy centrali telefonicznej. Z kolei 1080-stronicowy Niewyczerpany żart dzieje się w Bostonie w niedalekiej przyszłości (wobec roku 1996) i porusza szereg tematów dotyczących kultury popularnej, problemów współczesnej cywilizacji, globalizacji, reklamy, ekologii. Tytuł pochodzi z Hamleta. Sztandarowa powieść epoki clintonowskiej.
Wallace popełnił samobójstwo przez powieszenie; od wielu lat cierpiał na depresję.

## Życiorys
Wallace urodził się w mieście Ithaca w stanie Nowy Jork jako syn Donalda Wallace’a i Sally Foster Wallace. Wczesne dzieciństwo spędził w Champaign w stanie Illinois, a następnie przeniósł się do Urbana, gdzie uczęszczał do szkoły Yankee Ridge. Jako nastolatek grał w tenisa i był uwzględniany w klasyfikacjach regionalnych. Wallace łączył w sobie rzadką mieszankę umiejętności sportowych i akademickich. Był w stanie rozwiązywać skomplikowane zadania z zakresu matematyki, logiki i filozofii.
Na Amherst College studiował język angielski i filozofię, ze szczególnym naciskiem na logikę modalną i matematykę. Za jego pracę końcową z zakresu filozofii logiki modalnej, zatytułowaną Fatalizm Richarda Taylora i semantyka modalności fizycznej (ang. Richard Taylor’s 'Fatalism' and the Semantics of Physical Modality), Wallace otrzymał Gail Kennedy Memorial Prize. Jego inna praca z dziedziny języka angielskiego stała się później jego pierwszą powieścią. Ukończył studia z wyróżnieniem summa cum laude za obie publikacje w 1985 roku, a w 1987 uzyskał stopień MFA w pisaniu kreatywnym na Uniwersytecie Arizony.

### Rodzina
Jego ojciec, James Wallace, po ukończeniu pracy z zakresu filozofii na Cornell University przyjął stanowisko nauczyciela na Uniwersytecie w Illinois w Urbana-Champaign jesienią 1962. Tam otrzymał tytuł doktora w 1963. Matka Sally Foster Wallace ukończyła filologię angielską na Uniwersytecie w Illinois i została profesorem w Parkland College, gdzie zdobyła nagrodę profesora roku w 1996. Miała zwyczaj symulowania napadów kaszlu, gdy jej dzieci dopuszczały się uchybień językowych, a przestawała wówczas, gdy zdawały sobie sprawę ze swoich rzekomych błędów i poprawiały je. Sam Wallace pisał, że był on nieco przerażony ideą dzieci wychowywanych w przeświadczeniu, że błąd językowy może pozbawić ich matkę tlenu. Młodsza siostra Davida, Amy Wallace Havens z Tucson w Arizonie, praktykowała prawo od 2005 roku.
We wczesnych latach 90. XX w. Wallace był związany z poetką i pamiętnikarką Mary Karr. 27 grudnia 2004 poślubił malarkę Karen L. Green. Był wielbicielem psów, sam miał dwa, Bellę i Warnera, wspominał także o otwarciu schroniska i według Jonathana Franzena miał upodobanie do tych, które były maltretowane i nie miały większych szans na znalezienie właściciela, który byłby dla nich wystarczająco cierpliwy.

### Śmierć
Wallace popełnił samobójstwo 12 września 2008 roku, co potwierdził raport z autopsji z 27 października 2008.
W wywiadzie udzielonym gazecie The New York Times ojciec pisarza mówił, iż cierpiał on na depresję od ponad 20 lat, a leki pozwalały mu na pracę twórczą. Po tym, jak stwierdzono u niego ostre efekty uboczne, Wallace podjął próbę odstawienia głównego leku przeciwdepresyjnego Nardilu. Za radą lekarza autor przestał go przyjmować w czerwcu 2007 i depresja wróciła. Próbował różnych innych form leczenia, wliczając w to terapię elektrowstrząsami. Zaczął także ponownie zażywać Nardil, ale jak sam stwierdził medykament stracił swoją efektywność. Na kilka miesięcy przed śmiercią stany depresyjne zaostrzyły się.
Organizowano wiele spotkań w hołdzie autorowi, jak nabożeństwa żałobne w Pomona College, Amherst College, a 23 października 2008 także na Uniwersytecie Nowojorskim – gdzie przemawiała jego siostra Amy Wallace Havens, jego agent Bonnie Nadell, redaktor jego pierwszych dwóch książek Gerry Howard, redaktor z Harper’s Magazine Colin Harrison, redaktor Niewyczerpanego żartu i późniejszych prac Michael Pietsch, redaktor literacki z The New Yorker Deborah Treisman, a także pisarze Don DeLillo, Zadie Smith, George Saunders, Mark Costello, Donald Antrim i Jonathan Franzen.

## Twórczość
Pierwsza powieść Wallace’a The Broom of the System została zauważona w całym kraju i spotkała się z przychylnością krytyków. Caryn James z New York Timesa nazwała ją pomyślną maniakalną, ludzką i niedoskonałą fantazją, wyłaniającą się bezpośrednio z tradycji takich utworów jak Franchiser Stanleya Elkina, V. Thomasa Pynchona czy Świat według Garpa Johna Irvinga. Wallace przeniósł się do Bostonu w celu ukończenia filozofii na Uniwersytecie Harvardzkim, studia jednak dość szybko porzucił. W 1991 roku rozpoczął pracę jako adiunkt, wykładając literaturę na Emerson College w Bostonie.
W 1992 kolega Steven Moore zachęcił Wallace’a, aby starał się o stanowisko na Wydziale Języka Angielskiego Uniwersytetu w Illinois, co zakończyło się sukcesem. Od 1991 pracował nad swą drugą powieścią Niewyczerpany żart i przedłożył jej część jego redaktorowi w grudniu 1993 roku. Po publikacji poszczególnych fragmentów tekstu w 1995 książka została wydana w 1996 roku.
Wallace publikował także krótkie utwory literackie w takich czasopismach jak „Might”, „GQ”, „Playboy”, „The Paris Review”, „Harper’s Magazine”, „Conjunctions”, „Esquire”, „Open City”, „Timothy McSweeney's Quarterly Concern”, „The New Yorker” i „Science”.
W 1997 otrzymał nagrodę The MacArthur Fellows Program, a także Aga Khan Prize for Fiction, przyznaną przez redaktorów „The Paris Review” za jeden z tekstów ze zbioru Krótkie wywiady z paskudnymi ludźmi, który pojawił się na łamach magazynu.
W 2002 przeniósł się do Claremont w Kalifornii i został profesorem pisania kreatywnego i języka angielskiego w Pomona College. Prowadził zwykle dwa kursy studenckie w semestrze i koncentrował się na pracy twórczej.
Jego agentem literackim przez całą karierę była Bonnie Nadell, a Michael Pietsch redaktorem Niewyczerpanego żartu.
W marcu 2009 dom wydawniczy Little, Brown and Company ogłosił, że opublikuje manuskrypt jego niedokończonej powieści Blady król, nad którą Wallace pracował aż do śmierci. Fragment tekstu został opublikowany 9 marca 2009 roku na łamach „The New Yorker”.

### Tematy i styl
W eseju E Unibus Pluram: Television and U.S. Fiction, opublikowanym w 1993 w niskonakładowym „Review of Contemporary Fiction”, wskazywał on na ironiczny wpływ telewizji na twórców literackich. Sam Wallace używał jej wielu form, skupiając się na indywiduach, nieprzerwanie pragnących poważnych, nieskrępowanych doświadczeń oraz komunikacji w przesyconym mediami społeczeństwie.
Jego powieści często łączą różne tryby i głosy literackie oraz zawierają elementy żargonu i słownictwa (czasami też neologizmów) z szerokich obszarów i dziedzin. W jego literaturze dużą rolę grają wykreowane przez autora skróty i akronimy, długie zdania oraz godne uwagi zastosowania przypisów – często niemal tak obszernych jak sam tekst. Przypisami końcowymi posługiwał się w Niewyczerpanym żarcie, także w opowiadaniu Oktet, jak i w większej części literatury faktu po 1996. W talk-show Charlie Rose w 1997 roku Wallace utrzymywał, iż używał przypisów do przerywania linearności narracji, aby odzwierciedlić jego percepcję rzeczywistości bez zakłócania całej struktury. Sugerował, iż mógłby on także zamiast tego zmieszać je z resztą zdań, ale nikt by wtedy nie chciał tego czytać.

### Literatura faktu
Wallace relacjonował kampanię prezydencką senatora Johna McCaina z 2000 roku i ataki z 11 września dla „Rolling Stone”, a dla „Harper’s Magazine” uwieczniał podróże statkami wycieczkowymi (patrz: humorystyczny tytuł jego eseju) oraz opisywał targi stanowe i tornada. Pisał także o US Open dla „Tennis Magazine”, o reżyserze Davidzie Lynchu i przemyśle pornograficznym dla magazynu „Premiere”, o efektach specjalnych w filmach dla „Waterstone”, o Johnie Zieglerze, kontrowersyjnym prowadzącym radiowe talk-show, dla „The Atlantic Monthly” i wreszcie opisywał festiwal homarów dla magazynu „Gourmet”.
Recenzował on także książki z różnych gatunków dla „Los Angeles Times”, „The Washington Post”, „The New York Times” i „The Philadelphia Inquirer”. W grudniowej edycji „The Atlantic” z 2007 roku, z okazji 150. rocznicy istnienia magazynu, Wallace pisał – obok innych autorów, artystów i polityków – krótkie teksty o „przyszłości amerykańskiej idei”.

## Adaptacje
Dwanaście utworów z Krótkich wywiadów z paskudnymi ludźmi zostało wykorzystanych w wersji scenicznej w 2000 roku, co było pierwszą adaptacją teatralną prac Wallace’a. Sztuka Hideous Men w reżyserii Dylana McCullougha miała swoją premierę na New York International Fringe Festival w sierpniu 2000 roku.
Film Krótkie wywiady z paskudnymi ludźmi w reżyserii Johna Krasinskiego powstał w 2009 roku i miał swoją premierę na Sundance Film Festival. Główne role w produkcji grają Julianne Nicholson, Christopher Meloni, Rashida Jones, Timothy Hutton, Josh Charles i Will Forte.
Opowiadanie Tri-Stan: Wydałem Sissee Nar na pastwę Ecko ze zbioru Krótkie wywiady z paskudnymi ludźmi zostało zaadaptowane przez kompozytora Erica Moe na 50-minutową operę, którą wykonywano wraz z projekcjami video. Utwór miał niejako „przewrotnie pozostawić ślad muzyki klasycznej w kulturze pop”, lecz ogólnie zebrała słabe recenzje.

## Upamiętnienie
W 2015 roku premierę miał film Koniec trasy w reż. Jamesa Ponsoldta (oryg. The End of the Tour), w którym w postać Davida Fostera Wallace’a wcielił się Jason Segel.

## Dzieła

### Powieści
- The Broom of the System (1987)
- Infinite Jest (1996), wydanie polskie Niewyczerpany żart (2022)
- The Pale King (2011) (nieukończona), wydanie polskie Blady król (2019)[22]

### Zbiory opowiadań
- Girl with Curious Hair (1989)
- Brief Interviews with Hideous Men (1999), wydanie polskie Krótkie wywiady z paskudnymi ludźmi (2015)
- Oblivion: Stories (2004), wydanie polskie Niepamięć. Opowiadania (2017)

### Literatura faktu
- Signifying Rappers: Rap and Race In the Urban Present (1990), z Markiem Costello
- A Supposedly Fun Thing I'll Never Do Again (eseje) (1997), wydanie polskie Rzekomo fajna rzecz, której nigdy więcej nie zrobię. Eseje i rozważania (2016)
- Up, Simba! (2000)
- Everything and More: A Compact History of Infinity (2003)
- Consider the Lobster (eseje) (2005)
- McCain’s Promise: Aboard the Straight Talk Express with John McCain and a Whole Bunch of Actual Reporters, Thinking About Hope (2008)
- This Is Water: Some Thoughts, Delivered on a Significant Occasion, about Living a Compassionate Life (2009)